# Відслонення середнього девону в селі Коржова
Відслонення середнього девону в селі Коржова — геологічна пам'ятка природи місцевого значення в Україні. Розташована біля села Коржова Монастириського району Тернопільської області, в кар'єрі на правому березі річки Золота Липа.
Площа 0,25 га. Оголошене об'єктом природно-заповідного фонду рішенням виконкому Тернопільської обласної ради від 14 березня 1984 року № 131. Перебуває у віданні ВАТ «Коржівський гірничодобувний цех».
Під охороною — відслонення середньодевонських темно-сірих, іноді майже чорних масивів товстоверстуватих, щільно бітумізованих доломітів, розбитих вертикальними тріщинами на стовпчасті блоки. Видима потужність — 11 м.
Доломіти залягають під четвертинними суглинками (потужн. до 20 м) і невеликим шаром ясно-сірих вапняків крейдового віку.